# Salomon Olembé
René Salomon Olembé-Olembé (ur. 8 grudnia 1980 w Jaunde) – kameruński piłkarz występujący na pozycji obrońcy, środkowego lub lewego pomocnika.

## FC Nantes
Swoją karierę piłkarską Olembé rozpoczynał w Diamancie Jaunde, drugoligowym klubie kameruńskim. W 1995 roku został zawodnikiem juniorów francuskiego FC Nantes. W sezonie 1996/1997 dołączył do rezerw tego klubu, grających w czwartej lidze, a od następnego sezonu występował w pierwszej drużynie Nantes. W Division 1 zadebiutował 8 sierpnia 1997 w przegranym 0:1 wyjazdowym meczu przeciwko Olympique Marsylia. W sezonie 1998/1999 wraz z klubem zdobył Puchar Francji, co umożliwiło Nantes grę w Pucharze UEFA. W lidze zaś zespół zajął 7. miejsce. W Pucharze UEFA w sezonie 1999/2000 Nantes doszło do trzeciej rundy, w której lepszy okazał się Arsenal (0:3, 3:3). W sezonie 1999/2000 Olembé wraz z zespołem ponownie zwyciężył w rozgrywkach Pucharu Francji, zaś w kolejnym wywalczył z nim mistrzostwo Francji.

## Olympique Marsylia
Drugą połowę sezonu Olembé zakończył z ośmioma występami w lidze, a Marsylia wylądowała na pozycji dziewiątej, z jednym punktem przewagi nad poprzednim klubem Kameruńczyka. Sezon 2002/2003 był już bardziej udany. Olembé rozegrał 27 meczów i strzelił jedną bramkę, 23 listopada, w 12 minucie, a gol ten dał Marsylczykom 3 punkty w ciężkim meczu z RC Lens. Rzadko rozgrywał mecze w pełnym wymiarze czasowym. Aż w 17 na 27 spotkaniach piłkarz wchodził na murawę lub był zmieniany. Marsylia zajęła 3. miejsce w lidze, premiujące startem w eliminacjach do Ligi Mistrzów, przez które przeszła bez większych problemów. Gorzej było w fazie grupowej, bowiem piłkarze ze Stade Vélodrome nie dali rady wygrać z Realem Madryt i FC Porto, a cztery punkty w grupie zawdzięczają wygranej i remisowi z Partizanem Belgrad (3:0 i 1:1). Trzecie miejsce w grupie dało możliwość gry w Pucharze UEFA, a Marsylia dotarła aż do finału tych rozgrywek, przegrywając jedynie z Valencią CF, a eliminując po drodze Dnipro Dniepropietrowsk, Liverpool, Inter Mediolan oraz Newcastle United. W sezonie 2003/2004 Salomon rozegrał tylko jeden mecz – 2 sierpnia z En Avant Guingamp, a w przerwie zimowej na zasadzie półrocznego wypożyczenia przeniósł się na Wyspy Brytyjskie, by reprezentować barwy Leeds United.

## Leeds United
W barwach popularnych „Pawi” Olembé rozegrał 12 meczów. W Premiership debiutował w piątej kolejce, 15 września w meczu z Leicester City. Debiut nie mógł być zaliczony do udanych. Leeds przegrało, a Kameruńczyk wszedł na boisko w 54 minucie za Didiera Domiego. Do 13 kolejki Salomon brał udział we wszystkich spotkaniach. 22 listopada Leeds podejmowało u siebie Bolton Wanderers. „Pawie” poległy 0:2 a Olembé nie zagrał przez najbliższe siedem kolejek. Później zaliczył dwa niepełne mecze, z Newcastle United i Tottenhamem (obydwa mecze przegrane 0:1), po których znowu trener Peter Reid zrezygnował z usług Salomona. Ostatnim meczem Kameruńczyka w Leeds United i Premiership było spotkanie z Chelsea F.C., przegrane 0:1. „Pawie” z dorobkiem 33 punktów zajęły 19 pozycję w lidze i musiały się pożegnać z Premiership, a Olembé wrócił do Marsylii, skąd był tylko wypożyczony.

## Olympique Marsylia
W sezonie 2004/2005, po powrocie z Anglii w Marsylii była bardzo duża konkurencja w obronie. Habib Beye, Abdoulaye Méïté, Bixente Lizarazu, Philippe Christanval, Frederic Dehu, czy młody Taye Taiwo. Mimo to Olembé zdołał wywalczyć miejsce w podstawowym składzie, a trener Joël Anigo raczej mu ufał, co potwierdzają 24 rozegrane mecze. Pierwszym spotkaniem, w którym Kameruńczyk zagrał po powrocie z wypożyczenia był wygrany 1:0 mecz z Girondins Bordeaux. Marsylii po dobrym sezonie zabrakło przysłowiowej kropki nad „i”, gdyż niefortunnie przegrali czwarte miejsce, różnicą strzelonych bramek (trzy gole zabrakły do 4. miejsca). Kolejny sezon i zmiana trenera. Joëla Anigo zastąpił Jean Fernandez, który nie widział miejsca w składzie dla Olembé. 45 minut gry w przegranym 0:2 meczu z RC Lens było pożegnalnym meczem w barwach OM w sezonie 2004/05, bowiem resztę rundy przesiedział na ławce rezerwowych rozważając oferty złożone przez inne kluby. Lista była długa. L’Equipe informowało, że Kameruńczyk podpisze kontrakt z Rangers F.C. za 2 miliony euro, jednak z transferu nic nie wyszło. 18 sierpnia 2005 piłkarz doszedł do porozumienia w sprawie wysokości indywidualnego kontraktu z Realem Majorka, co więcej, poleciał nawet do Hiszpanii, w celu podpisania dokumentów i przejścia badań medycznych. Jednak ostatecznie obydwa kluby nie dogadały się co do sumy odstępnego i piłkarz musiał nadal czekać na propozycje. W końcu klub przyjął ofertę Ar-Rajjan. Do Kataru ściągnął go Luis Fernández. W tym klubie piłkarz spotkał swojego kolegę z Marsylii – FaBrice’a Fiorese, oraz reprezentanta Polski – Jacka Bąka. Pół roku gry w Azji i 3 gole w 14 meczach wystarczyły a Salomon wrócił do Marsylii z wypożyczenia, gdzie występował do końca sezonu 2006/2007.

## Wigan Athletic i Kayserispor
Po wygaśnięciu kontraktu z Olympique Olembé szukał klubu, a ostatecznie we wrześniu podpisał kontrakt z Wigan Athletic, w którym miał zastąpić Leightona Bainesa. Rozegrał 8 spotkań w Premiership i po sezonie odszedł do tureckiego Kayserisporu. W 2010 był graczem greckiej Larisy i był to jego ostatni klub w karierze.

## Reprezentacja Kamerunu
Ma za sobą udział w Mistrzostwach Świata 1998 we Francji. Rozegrał wszystkie trzy mecze, z Austrią wszedł w 65 minucie za Augustin’a Simo, a „Nieposkromione Lwy” niefortunnie przegrały, prowadząc 1:0 po golu Pierre’a Njanki i tracąc gola w 90 minucie (Toni Polster). Następnie uczestniczył w przegranym 0:3 meczem z Włochami i zaliczył 68 minut w spotkaniu z Chile, po czym został zmieniony przez Didiera Angibeauda. Kamerun zgromadził dwa punkty i nie wyszedł z grupy. W roku 2000 zdobył Puchar Narodów Afryki, a Kamerun wygrał 4:3 w rzutach karnych z Nigerią. W 2001 roku uczestniczył w Pucharze Konfederacji, na którym piłkarze z Afryki zajęli trzecie miejsce w grupie, tuż za Japonią i Brazylią. W 2002 roku zdobył po raz drugi Puchar Narodów Afryki, a „Nieposkromione Lwy” wygrały z Senegalem 3:2 w karnych. Wziął udział w Mistrzostwach Świata 2002 i uczestniczył w trzech meczach, z Irlandią (90 minut), z Arabią Saudyjską (wszedł w 46 minucie za Daniela Ngom Kome), oraz z Niemcami (żółta kartka w 58 minucie, a w 64 minucie został, tym razem, zmieniony przez Ngom Kome). Kamerun nie zdołał wyjść z grupy, zajmując trzecie miejsce z czterema punktami na koncie. Grał również w kwalifikacjach do Mistrzostw Świata 2006, w których Kamerun mierzył się z Sudanem, Beninem, Libią, Wybrzeżem Kości Słoniowej, oraz Egiptem, jednak zmarnowany karny przez Pierre Womé zadecydował o awansie Słoni kosztem Lwów na Mundial rozgrywany w Niemczech. Brał udział w Pucharze Narodów Afryki 2006, podczas którego Kamerun odpadł po ćwierćfinale, przegranym w karnych 12:13 z Wybrzeżem Kości Słoniowej.

## Sukcesy
- Mistrzostwo Francji z Nantes w 2001 roku.
- Puchar Francji z Nantes w 1999 i 2000 roku.
- Puchar Narodów Afryki w 2000 i 2002 roku.

| Sezon     | Klub               | Kraj    | Flaga   | Rozgrywki          | Mecze | Bramki |
| --------- | ------------------ | ------- | ------- | ------------------ | ----- | ------ |
| 1995      | Diamant Jaunde     | Kamerun | Kamerun | 1 Division (CMR)   | ?     | ?      |
| 1995/96   | FC Nantes          | Francja | Francja | Ligue 1            | 0     | 0      |
| 1996/97   | FC Nantes          | Francja | Francja | Ligue 1            | 0     | 0      |
| 1997/98   | FC Nantes          | Francja | Francja | Ligue 1            | 9     | 0      |
| 1998/99   | FC Nantes          | Francja | Francja | Ligue 1            | 29    | 1      |
| 1999/2000 | FC Nantes          | Francja | Francja | Ligue 1            | 22    | 2      |
| 2000/01   | FC Nantes          | Francja | Francja | Ligue 1            | 30    | 4      |
| 2001/02   | FC Nantes          | Francja | Francja | Ligue 1            | 13    | 0      |
| 2001/02   | Olympique Marsylia | Francja | Francja | Ligue 1            | 8     | 0      |
| 2002/03   | Olympique Marsylia | Francja | Francja | Ligue 1            | 27    | 1      |
| 2003/04   | Olympique Marsylia | Francja | Francja | Ligue 1            | 1     | 0      |
| 2003/04   | Leeds United       | Anglia  | Anglia  | Premiership        | 12    | 0      |
| 2004/05   | Olympique Marsylia | Francja | Francja | Ligue 1            | 24    | 0      |
| 2005/06   | Olympique Marsylia | Francja | Francja | Ligue 1            | 1     | 0      |
| 2005/06   | Ar-Rajjan          | Katar   | Katar   | Q-League           | 14    | 3      |
| 2006/07   | Olympique Marsylia | Francja | Francja | Ligue 1            | 14    | 0      |
| 2007/08   | Wigan Athletic     | Anglia  | Anglia  | Premiership        | 8     | 0      |
| 2008/09   | Kayserispor        | Turcja  | Turcja  | Superliga          | 12    | 1      |
| 2009/10   | Kayserispor        | Turcja  | Turcja  | Superliga          | 5     | 0      |
| 2009/10   | Larisa             | Grecja  | Grecja  | Superleague Ellada | 0     | 0      |